# Toxisk maskulinitet
| Toxisk maskulinitet |
| --- |
| En västerländsk uppfostran av pojkar till att hålla inne sina känslor ingår i en könsstereotyp socialisation, enligt teorin om social inlärning ingår. - Betydelse – hegemonisk maskulinitet som är socialt destruktiv - Bakgrund – 1980-talets mytopoetiska mansrörelse - Relaterade begrepp – könsmaktsordning |

Toxisk maskulinitet (engelska: toxic masculinity, 'giftig manlighet') eller giftig maskulinitet är ett begrepp inom samhällsdebatt och akademisk diskussion. Den syftar på en hegemonisk maskulinitet (se könsmaktsordning) som är socialt destruktiv, inklusive misogyni, homofobi och olika slags våld. Dessa drag kan räknas som "toxiska" eftersom de bland annat kan relatera till sexuella övergrepp och våld i nära relationer. Pojkars socialisering normaliserar ibland våld, inklusive när man säger "pojkar är pojkar" om mobbning och olika aggressiva beteenden.

## Begrepp och historik
Begreppet användes ursprungligen av Shepherd Bliss och andra skribenter aktiva på 1980-talet inom den mytopoetiska mansrörelsen. Dessa författare kontrasterade stereotypa uppfattningar av manlighet med en "verklig" eller "djup" manlighet, en som de ansåg att män hade förlorat i det moderna samhället. Begreppet används även av författaren David M. Buss, som skrivit boken Toxic Masculinity (svensk översättning 2023 som Toxisk maskulinitet) och där bland annat pekar på likheter mellan mänskligt och en del könsskiljande beteende hos andra djurarter. Detta begrepp syns i debatten allt oftare, som komplettering eller ersättning till "patriarkatet" som allmän orsak till olika samhällsproblem.
Enligt psykologisk forskning sedan millennieskiftet betraktas ibland även maskuliniteten som sådan som en problematisk konstruktion.

## Uttryck
Toxisk maskulinitet kan omfatta olika egenskaper och attityder, men vanligen kretsar identiteten kring tre idéer:
- Hårdhet - Att män är eller bör vara starka, aggressiva och känslomässigt hårda
- Anti-feminitet - Män ska ta avstånd från kvinnliga egenskaper, de flesta känslor, att ta emot hjälp och att vistas i hemmet
- Makt - Mäns värde avgörs av deras status, pengar, makt och inflytande

### Psykisk ohälsa
2017 publicerades en australisk studie som undersökte kopplingen mellan traditionella maskulina ideal och risken för självmordstankar eller självskadebeteenden. Studien visade att det finns det ett starkt samband mellan män som upplever sig väldigt självständiga å ena sidan, och självmordstankar och självskadebeteenden å andra sidan. Forskarna menade att upplevelsen av stark självständighet kan höja trösklarna för att söka vård för till exempel psykisk ohälsa. Självtillit och känslomässigt förtryck är relaterade till ökade psykiska problem hos män, vilket kan yttra sig som depression, ökad stress och olika sorters missbruk. Toxiska maskulina drag är vanliga hos män i fängelser, där de delvis kommer till uttryck som ett svar på de svåra förhållandena när man lever sitt liv på anstalt. Andra traditionellt maskulina drag, som hängivenhet till sitt arbete, stolthet i framgångar inom idrott eller en vilja till familjeförsörjning, brukar inte anses som "toxiska".

### Beteende i trafiken
Den franska motsvarigheten till Trafikverket försökte förklara mäns mer risk- och olycksdrabbade beteende i trafiken även genom att peka på en manlig och mer riskfylld könsroll.

## Socialiseringens betydelse
Det anses i samhället ofta att pojkar tål mer våld, som att hårdhänta lekar oftare tolereras bland pojkar än bland flickor. Beröring av en pojke sker under uppväxten oftare i samband med tillsägelser eller andra negativa sammahang. Detta anses kunna bidra till formandet av en mansroll med våldsamma drag.
Denna könsstereotypa socialisering ses som typisk inom den västerländska kulturen. Den sägs även formas genom att pojkar lär sig genom att imitera, enligt teorin om social inlärning.

## Kritik
Kritiker av begreppet toxisk maskulinitet argumenterar för att termen felaktigt antyder att problem i relationerna mellan könen orsakas av inneboende manliga drag.
Konceptet omkring toxisk maskulinitet har även kritiserats av konservativa skribenter och författare för dess opåkallade fördömande av traditionell manlighet. Det har också fått kritik från andra, utifrån begreppets användande till att syfta på inneboende negativa egenskaper hos pojkar och män. Motsvarande kritik har getts angående den motsvarande benämningen toxisk femininitet.